# Капуас (приток Барито)
Капуа́с, Ка́пуас (индон. Kapuas) — река на индонезийской территории острова Калимантан. Длина около 600 км, площадь водосборного бассейна — более 16 000 км². Впадает в реку Барито недалеко от впадения той в Яванское море.
Имеет довольно существенное транспортное значение. Воды реки подвергаются значительному загрязнению в результате хозяйственной деятельности человека.

## Географическое положение и гидрографические данные

Капуас на карте соответствующей части Калимантана

Река протекает по индонезийской территории Калимантана, относящегося к Большим Зондским островам Малайского архипелага, в пределах индонезийской провинции Центральный Калимантан (большей частью в границах округа Капуас).
Длина реки составляет около 600 км, площадь водосборного бассейна — более 16 000 км². Максимальная ширина — около 450 метров, глубина до 6 метров.
Расход воды подвержен существенным сезонным колебаниям. Наиболее высоких показателей он достигает обычно в апреле и ноябре, в периоды выпадения максимальных осадков. Среднегодовой дебит — 7624 м³/с. Периодически сезонные разливы реки приводят к наводнениям, которые, с учетом пологого рельефа берегов в нижнем и среднем течении, иногда охватывают достаточно большие площади. Так, в октябре 2010 года из-за подъёма уровня воды в Капуасе на 2 метра в районе Гунунг-Мас округа Капуас затоплено оказалось несколько деревень.
Истоки находятся в центральной части Калимантана на южном склоне хребта Мюллер. Река протекает вначале по горной, преимущественно лесистой местности, затем — по равнине, также в основном лесистой и местами болотистой. В верхнем течении весьма извилиста, на многих участках порожиста. В нижнем течении имеется несколько островов.
Впадает в реку Барито, впадающую в Яванское море, примерно в 50 км выше её устья. Две реки сливаются в черте населённого пункта Куала-Капуас, административного центра округа Капуас (его название буквально переводится с индонезийского языка как «устье Капуаса»).

## Транспортное и хозяйственное значение
Капуас является одной из основных воднотранспортных артерий провинции Центральный Калимантан. Река судоходна на расстоянии до 420 км от устья. Основной объём грузовых перевозок обеспечивают каменный уголь, добываемый в верховьях реки, лес и стройматериалы. В городе Куала-Капуас между двумя берегами реки действует паромное сообщение. 29 июля 2014 года произошло крушение одного из городских паромов, повлекшее гибель по меньшей мере 16 человек.
На всём протяжении реки через неё наведены десятки мостов различной конструкции, как автодорожных, так и пешеходных. В конце 2000-х — начале 2010-х годов власти округа Капуас провели ремонт и модернизацию большей части мостов. 3 апреля 2009 года произошёл обвал моста, находящегося на территории деревни Лунгку-Лаянг (район Тимпах), повлёкший гибель одного и тяжёлые ранения шестерых рабочих, проводивших в это время его ремонт.
На реке активно практикуется рыболовство. Основные промысловые виды — представители семейств косатковых и пангасиевых сомов, а также акклиматизированная здесь нильская тиляпия.
С начала 2000-х годов местные власти предпринимают усилия по развитию туризма на берегах Капуаса. Основной упор делается на развитие соответствующей инфраструктуры на Пулоу-Тело (индон. Pulau Telo) — группе из трёх островов в устье реки, относящихся к территории одноимённого поселения на окраине Куала-Капуаса.

## Экологическая обстановка
С конца XX века отмечается значительное ухудшение экологической обстановки в бассейне реки вследствие активизации хозяйственной деятельности человека. По оценкам местных специалистов наибольшую угрозу представляет загрязнение вод Капуаса ртутью, активно используемой при добыче золота, ведущейся в верховьях реки. На различных участках реки неоднократно фиксировались случаи массовой гибели рыбы. Кроме того, возникали проблемы в обеспечении местного населения питьевой водой. По состоянию на начало 2010-х годов предпринимаемые властями меры не приводят к кардинальному улучшению ситуации.